# José Güity
José César Güity Vuelto (La Ceiba, 19 maggio 1985) è un calciatore honduregno, attaccante del Club Deportivo Jalapa.